# Lontano dall'esercito
Lontano dall'esercito (Entfernung von der Truppe) è un racconto dello scrittore tedesco Heinrich Böll pubblicato nel 1964, prima a puntate sulla Frankfurter Allgemeine Zeitung dal 27 luglio al 10 agosto, poi in volume a settembre dall'editore Kiepenheuer & Witsch.

## Tema
Nel 1963 l'uomo delle SA di Colonia, Wilhelm Schmölder, gravemente disabile in guerra, racconta la sua storia di alcuni eventi storici che ruotano attorno a quel fatidico “pomeriggio del 22 settembre 1938, verso le cinque e un quarto”. 

## Edizioni italiane
- Lontano dall'esercito, traduzione di Italo Alighiero Chiusano, Milano, Arnoldo Mondadori Editore, 1975.